# Клоуверпорт (Кентуккі)
Клоуверпорт (англ. Cloverport) — місто (англ. city) в США, в окрузі Брекінрідж штату Кентуккі. Населення — 1119 осіб (2020).

## Географія
Клоуверпорт розташований за координатами 37°49′51″ пн. ш. 86°37′49″ зх. д. / 37.83083° пн. ш. 86.63028° зх. д. (37.830913, -86.630159).  За даними Бюро перепису населення США в 2010 році місто мало площу 3,99 км², з яких 3,84 км² — суходіл та 0,15 км² — водойми.

## Демографія
Згідно з переписом 2010 року, у місті мешкали 1152 особи в 492 домогосподарствах у складі 305 родин. Густота населення становила 289 осіб/км².  Було 569 помешкань (143/км²).
Расовий склад населення:
| - 96,7 % — білих - 1,2 % — чорних або афроамериканців - 0,2 % — корінних американців |

До двох чи більше рас належало 1,2 %. Частка іспаномовних становила 1,1 % від усіх жителів.
За віковим діапазоном населення розподілялося таким чином: 23,6 % — особи молодші 18 років, 59,0 % — особи у віці 18—64 років, 17,4 % — особи у віці 65 років та старші. Медіана віку мешканця становила 43,2 року. На 100 осіб жіночої статі у місті припадало 97,3 чоловіків;  на 100 жінок у віці від 18 років та старших — 90,1 чоловіків також старших 18 років.
Середній дохід на одне домашнє господарство  становив 37 240 доларів США (медіана — 24 355), а середній дохід на одну сім'ю — 50 154 долари (медіана — 35 000). За межею бідності перебувало 29,9 % осіб, у тому числі 42,0 % дітей у віці до 18 років та 22,8 % осіб у віці 65 років та старших.
Цивільне працевлаштоване населення становило 399 осіб. Основні галузі зайнятості: виробництво — 32,8 %, освіта, охорона здоров'я та соціальна допомога — 15,8 %, роздрібна торгівля — 13,0 %.